# 民主共和党 (アメリカ)
民主共和党（みんしゅきょうわとう、英: Democratic-Republican Party）は、アメリカ合衆国の初期の政党。

## 概要
1790年代の結成当初はトーマス・ジェファーソンとジェームズ・マディソンの指導により、連邦主義を掲げる連邦党やアレクサンダー・ハミルトンの政治的な主張に対抗した。民主共和党は、共和党あるいはジェファーソン流共和党と自称したが、実質的には現在の民主党の先駆けといえる。民主共和党は強力な中央政府よりも州政府の権利を重視した。農業的利益をはかること、王制を廃し共和制を樹立したフランス革命の正当性を支持することを基本理念とした。この政党はまた、イギリスと密接に手を結ぶことに反対した。
1796年、ジェファーソンは民主共和党の最初の大統領候補となるが、連邦党のジョン・アダムズに敗れ、副大統領となった。これは、異なる政党から大統領と副大統領がでた数少ない例である。1800年の選挙でジェファーソンはアダムズをやぶり、民主共和党の最初の大統領となった。第3代大統領ジェファーソンのあと、1809年にマディソン、1817年にジェームズ・モンローと、民主共和党の大統領が続いた。
1820年の大統領選挙では対抗勢力だった連邦党が指名候補を擁立できないほど凋落しており、選挙運動らしい運動もなくモンローがすべての選挙人を獲得して再選された。しかし時を同じくして民主共和党では内部分裂が始まり、1824年の大統領選挙の一般選挙は民主共和党の4候補で争われた。アンドリュー・ジャクソンの率いる派閥が民主共和党の名を継承し、1824年に第6代大統領に選出されたジョン・クィンシー・アダムズの支持者たちは、国民共和党を結成した。民主共和党は1828年にジャクソンを第7代大統領に当選させ、党名を「民主党」とした。